# Microbates cinereiventris
Lo zanzariere dal semicollare (Microbates cinereiventris P.L.Sclater, 1855) è un uccello della famiglia Polioptilidae.

## Distribuzione e habitat
Lo si trova in Bolivia, Colombia, Costa Rica, Ecuador, Guiana Francese, Guyana, Nicaragua, Panama, Perù, Suriname e Venezuela.
Il suo habitat naturale sono le foreste nei bassipiani umidi subtropicali o tropicali.